# Bumiharjo (Nguntoronadi)
Bumiharjo is een bestuurslaag in het regentschap Wonogiri van de provincie Midden-Java, Indonesië. Bumiharjo telt 1787 inwoners (volkstelling 2010).